# Protocolo Aníbal
O Protocolo Aníbal  (também Procedimento Aníbal ou Diretiva Hannibal) é o nome de um procedimento introduzido em 1986 usado pelas Forças de Defesa de Israel (IDF) para evitar a captura de soldados israelenses pelas forças inimigas. De acordo com uma versão, diz que “o sequestro de soldados deve ser interrompido por todos os meios, mesmo ao preço de atacar, ferir ou destruir as nossas próprias forças”. A diretiva foi alterada várias vezes e acredita-se que teria sido revogada em 2016. Não está claro o que teria levado à sua anulação, contudo tem continuado a ser aplicada conforme uma investigação do jornal israelita Haaretz.

## Invocações do Protocolo

### Fazendas Shebaa (2000)
A Diretiva Aníbal foi invocada em Outubro de 2000, após a captura pelo Hezbollah de três soldados israelitas nas fazendas de Shebaa na fronteira entre a Síria e o Líbano ocupada por Israel.
Helicópteros de ataque israelenses dispararam contra 26 veículos em movimento na área, pois presumiram que os soldados sequestrados foram transportados em um deles. Perguntaram a Yossi Rephaeloff, o comandante que invocou o procedimento de Aníbal, se não lhe ocorreu que, ao disparar contra os carros, também poderia matar os soldados raptados. Ele respondeu que quando viu o jipe, sabia que eles não estavam mais vivos.

### Travessia de Kerem Shalom (2006)
Artilheiro de tanque Gilad Shalit foi capturado pelo Hamas em um ataque transfronteiriço de Gaza em 25 de junho de 2006. A diretiva Hannibal foi declarada mais de uma hora após a captura. Nessa altura, Shalit e os seus sequestradores já estavam bem dentro da Faixa de Gaza. A declaração Hannibal teve, portanto, poucas consequências práticas.

### Ayta ash-Shaab (2006)
Em 12 de Julho de 2006, dois soldados israelitas, Ehud Goldwasser e Eldad Regev, foram capturados pelo Hezbollah e outros três soldados foram mortos.

### Gaza (2008–09)
Durante a guerra de Gaza de 2008-2009, um soldado israelense não identificado foi baleado e ferido por um combatente do Hamas durante uma busca em uma casa em um dos bairros de Gaza. A casa foi então bombardeada para evitar que o soldado ferido fosse capturado vivo pelo Hamas.
De acordo com depoimentos de soldados que participaram do incidente, a casa foi bombardeada para evitar que o soldado ferido fosse capturado vivo pelo Hamas

### Travessia de Erez (2009)
Em 2009, o civil israelita Yakir Ben-Melech foi morto a tiro por guardas de segurança israelitas enquanto tentava entrar na Faixa de Gaza vindo de Israel, saltando a cerca na passagem de Erez.

### Rafah (2014)
Durante a Guerra de Gaza de 2014, a terceira grande ofensiva lançada por Israel em Gaza desde 2008, o tenente da Brigada Givati das FDI, Hadar Goldin, foi capturado por militantes do Hamas após um breve conflito em 1º de agosto, apesar do anúncio de um acordo de cessar-fogo de 72 horas naquele dia. Israel teria então iniciado a Diretiva Hannibal, resultando em uma carnificina apelidada de “Sexta-feira Negra”.
As IDF realizaram ataques aéreos e terrestres em áreas residenciais de Rafah durante a tentativa da Diretiva Hannibal de impedir a captura do tenente Goldin. O massivo bombardeamento israelense matou entre 135 e 200 civis palestinianos, incluindo 75 crianças, nas três horas seguintes à suposta captura do único soldado israelense.
De acordo com o inquérito da Brigada Givati, mais de 2.000 bombas, mísseis e projéteis foram disparados em Rafah em 1 de agosto de 2014, incluindo 1.000 nas três horas seguintes à captura. Não se sabe se Levy foi capturado vivo ou morto e morto posteriormente pelo fogo das FDI

### Shuja'iyya (2014)
Durante a Batalha de Shuja'iyya, em 20 de julho de 2014, o Hamas disparou um míssil antitanque contra um veículo blindado das FDI que transportava 7 soldados, incluindo o sargento St. Oron Shaul. O Hamas alegou ter capturado um soldado das FDI chamado "Aron Shaul", corroborando sua afirmação com a "identificação com foto e credenciais" do soldado. As IDF afirmaram posteriormente que o corpo de Oron Shaul não havia sido identificado entre os mortos encontrados dentro do veículo. Não está claro se Shaul foi capturado vivo ou morto ou se a Diretiva Hannibal foi invocada ou não.

### Acampamento Qalandia (2016)
Dois membros dos soldados da Unidade Oketz (Forças Especiais) entraram por engano no Campo de Refugiados de Qalandiya e foram confrontados por uma multidão palestina. Os dois soldados se separaram nos becos do acampamento. Um deles guardou o seu celular, contatou o comando das FDI e foi detido pelas forças das FDI. O segundo soldado escondeu-se num quintal, esperando ser resgatado. Enquanto isso, “Aníbal” foi declarado e o campo foi cercado por um grande número de forças das FDI. Depois de menos de uma hora, o segundo soldado foi encontrado ileso. Nenhum dos soldados das FDI  capturado pelos palestinos. Um palestino foi morto nos confrontos, enquanto 10 palestinos e cinco soldados israelenses ficaram feridos.

### Insurgência do Hamas em 7 de outubro (2023)
Testemunhas israelenses confirmaram a implementação do procedimento Aníbal, depois de atacados pelos militantes do Hamas em 7 de outubro, os comandantes militares israelenses recorreram à artilharia pesada para enfrentar e neutralizar os insurgentes.
Em 5 de dezembro de 2023, reféns israelenses libertados pelo Hamas reuniram-se com o gabinete de guerra de Benjamin Netanyahu e informaram que durante o ataque do Hamas a Israel em 7 de outubro, foram deliberadamente atacados por helicópteros israelenses a caminho de Gaza e foram constantemente bombardeados pelos militares israelenses enquanto estavam lá.